# Стадион Фонте Нова
Стадион Фонте Нова (порт. Estádio Fonte Nova), такође познат као стадион Октавио Мангабеира је фудбалски стадион у Салвадору, Бразил, са максималним капацитетом од 68 000. Стадион је у власништву владе бразилске државе Баија и домаћи је терен фудбалског клуба ЕЦ Баија. Официјелно име, Октавио Мангабеира је добио по бившем гувернеру Баије.

## Историја
Стадион је изграђен 1951. године, а први меч, 28. јануара су одиграли Гуарани и Ботафого, локални Баијански клубови. 4. марта 1971. године, дотадашњи капацитет стадиона од 35 000 је повећан на 110 000 мјеста. Тог дана су на стадиону играли Баија против Фламенга, као и Виторија против Гремија. У метежу који је настао тог дана, погинуло је двоје људи.
Рекордна посјета на стадиону је била 110.438 12. фебруара 1989. године када је Баија побиједила Флуминенсе са 2-1.